# Horst Troche
Horst Troche (* 22. Februar 1931 in Diepholz; † 29. April 2014 in Mannheim) war ein deutscher Ingenieur und Eisenbahner.
Troche studierte von 1950 bis 1955 Maschinenbau an der TH Darmstadt. Nach dem Diplom arbeitete er zunächst als Assistent am Lehrstuhl für technische Mechanik der TH Darmstadt. Von dort wechselte er 1959 als Bauassessor zur Deutschen Bundesbahn. Nach Abschluss dieser zweiten Ausbildungsstufe übernahm Troche verschiedene leitende Tätigkeiten bei der DB.
In seiner bis 1994 andauernden Laufbahn bei der DB war er unter anderem Leiter des Kraftwagenbetriebswerkes Frankfurt am Main und leitete Abteilungen in den Ausbesserungswerken Braunschweig, Lingen und Witten, in letzterem wurde er schließlich Werkdirektor. Dieser Position vorangegangen war eine Tätigkeit beim Bundesbahn-Zentralamt Minden. Ab 1971 arbeitete er in der Zentralstelle für das Werkstättenwesen der Deutschen Bundesbahn in Mainz, ab 1980 als deren Direktor. Mit Auflösung dieser Dienststelle wechselte er, zuletzt im Rang eines Ministerialrats als Hauptabteilungsleiter und Anlagenverantwortlicher für alle Werke der DB in die Bundesbahn-Hauptverwaltung.
Bekannt wurde Troche bei Eisenbahnfreunden durch seine maßgebliche Rolle bei der Organisation der Feiern zum 150-jährigen Jubiläum der Eisenbahn in Deutschland im Jahr 1985. Unter seiner Verantwortung erfolgte die Aufarbeitung verschiedener historischer Fahrzeuge sowie die Organisation der in Nürnberg anlässlich des Jubiläums durchgeführten Fahrzeugparaden. Auch die Jubiläumsausstellung in Bochum-Dahlhausen war Teil dieser Tätigkeit. Auf ihn zurückzuführen ist nicht zuletzt die Aufhebung des Dampflokverbots, das die Deutsche Bundesbahn nach dem Ende des regulären Dampflokomotivbetriebs verhängt hatte. Der Bundesverband Deutscher Eisenbahn-Freunde verlieh ihm dafür 1986 die Ehrenmitgliedschaft.
Neben seiner beruflichen Tätigkeit machte sich Troche auch einen Namen als Autor von Fachbüchern und Artikeln zu Schienenfahrzeugen. Zu Standardwerken wurden vor allem seine Veröffentlichungen zur Dampfmotorlokomotive 19 1001 und den Schnellzuglokomotiven der DR-Baureihe 03. Für die Stiftung Deutsche Eisenbahn war er ab 2006 stellvertretender Kuratoriumsvorsitzender.

## Werke (Auswahl)
- Die preußischen Normal-Güterzuglokomotiven der Gattungen G 3 und G 4, Freiburg 1992, ISBN 3-88255-873-3
- 19 1001: die Stromlinien-Schnellzuglokomotive der Deutschen Reichsbahn mit Einzelachsantrieb, Freiburg 1995, ISBN 3-88255-190-9
- Die Akkumulator-Triebwagen der Preußisch-Hessischen Staatseisenbahn und der Deutschen Reichsbahn-Gesellschaft, Freiburg 1997, ISBN 3-88255-203-4
- Die elektrischen Schnelltriebwagen elT 1900 bis 1902 der Deutschen Reichsbahn (Baureihe ET 11), Werl 1999, ISBN 978-3-921700-77-8
- Die Einheitskleinlokomotiven: Leistungsgruppen 1 und 2, Freiburg 2002, ISBN 3-88255-217-4
- Die Baureihe 03: die leichte Einheits-Schnellzuglokomotive der Deutschen Reichsbahn-Gesellschaft, Freiburg 2006, ISBN 978-3-88255-133-4